# Stadion Łokomotiw w Niżnym Nowogrodzie
Stadion Łokomotiw − rosyjski stadion piłkarski w Niżnym Nowogrodzie, na którym mecze w roli gospodarza rozgrywa klub Wołga Niżny Nowogród. Stadion został otwarty w 2000 r., a jego pojemność wynosi 17 856 widzów.